# فوده فوفانا
فوده فوفانا (انگلیسی: Fodé Fofana؛ زادهٔ ۲۶ اکتبر ۲۰۰۲) بازیکن فوتبال اهل پادشاهی هلند است که برای باشگاه ورزشی پی‌اس‌وی آیندهوون بازی می‌کند. 
وی همچنین در تیم ملی فوتبال زیر ۲۱ سال هلند بازی کرده است.